# Clordimeform
El clordimeform,  nombre químico: N2-(4-cloro-o-tolil)-N1,N1-dimetilformamidina, es un plaguicida prohibido en todas sus formulaciones y usos por ser dañino para la salud humana y el medio ambiente

## Resumen de la medida de prohibición
Prohibida la producción, uso y comercialización de todos los productos de protección de plantas que contengan clordimeformo.  El clordimeformo está designado como un producto químico CFP.  Está permitida la importación y uso del producto químico para la investigación o propósitos de laboratorio en cantidades menores de 10 kg.

## Peligros y  riesgos conocidos respecto a la salud humana
Vías de exposición: La sustancia puede ser absorbida en el cuerpo por inhalación, a través de la piel y por ingestión.
Riesgo por inhalación: Una peligrosa contaminación del aire, se produce muy despacio; se alcanzará o no por la evaporación de esta sustancia a 20°; al rociarla o por dispersión, sin embargo, la contaminación será más rápida.
Efectos de exposición a corto plazo: La sustancia puede causar efectos al sistema nervioso y en la sangre, resultando en problemas funcionales y en la formación de meta hemoglobina. La sustancia puede causar efectos en la vejiga y riñones, resultando en irritación de la vejiga y sangre en la orina.
Los efectos pueden ser retardados. Se recomienda observación médica.
Efectos de exposición a largo plazo o repetida: Repetido o prolongado contacto con la piel puede causar dermatitis.

## Peligros y riesgos conocidos respecto al medio ambiente
Esta sustancia puede ser peligrosa para el medio ambiente; debería darse especial atención a los peces.